# Portella d'Orlu
Une autre portella d'Orlu est présente au nord-est en bordure de la réserve d'Orlu et en limite des Pyrénées-Orientales et de l'Ariège, à environ 2 270 m d'altitude au sud du pic de Baxouillade.
La portella d'Orlu (langue catalane), encore appelée Serra Blanca ou Porteille d'Orlu en français, est un col pédestre des Pyrénées à 2 403 m d'altitude à la limite des départements de l'Ariège et des Pyrénées-Orientales, en Occitanie. Il est emprunté par le sentier de grande randonnée 7 qui suit approximativement la ligne de partage des eaux entre l'océan Atlantique et la Méditerranée, du ballon d'Alsace (massif des Vosges) à Andorre-la-Vieille.

## Toponymie
Le nom du col est lié au village ariégeois d'Orlu.
Portella est un nom catalan, la langue traditionnelle de la région au sud du col.
Le mot latin portus, qui signifie « passage », a donné le mot « port » qui désigne, dans les Pyrénées, un col ou autre passage montagneux, que ce soit en gascon ou en catalan. Une portella est une petite porte.

## Géographie
Situé à l'altitude de 2 403 m entre le Puig de Lanos (2 660 m) et le puig de la Grava (2 671 m), environné de plusieurs étangs sur les deux versants, le col permet de joindre la vallée d'Orlu (commune d'Orlu) au nord et l'étang de Lanoux (Estany de Lanós en catalan) au sud, sur la commune de Angoustrine-Villeneuve-des-Escaldes. Surélevé par un barrage, c'est le plus grand lac des Pyrénées françaises avec 1,71 km2, au nord-ouest de pic Carlit ou puig Carlit (2 921 m), lequel a donné son nom au massif environnant.
Le sentier de grande randonnée 7 rejoint sur environ 500 m le sentier de grande randonnée 10 et le sentier de grande randonnée 107 au nord de l'étang du Lanoux jusqu'au refuge non-gardé du Rouzet où le GR10 se dirige seul plein est en franchissant la portella de la Grava (2 426 m) en contrebas du puig de la Grava (2 671 m).

## Histoire
Entre le traité de Corbeil, signé le 11 mai 1258 entre les royaumes de France et d'Aragon, et le traité des Pyrénées, signé le 7 novembre 1659 entre les royaumes de France et d'Espagne, le col constituait la frontière entre les deux pays, alors distingués entre le comté de Foix au nord et le comté de Cerdagne au sud.

## Activités

### Protection environnementale
La réserve nationale de chasse et de faune sauvage d'Orlu s'étend sur environ 4 250 hectares sur le versant nord de la portella, en Ariège.

### Randonnée
Sur le versant ariégeois se trouve le refuge gardé d'en Beys sur le GR 7 à 1 970 m d'altitude.
Parmi les nombreuses randonnées possibles, l'une d'elles réunit les deux portellas d'Orlu, estimée sur une durée de six jours.